# Folsom Europe

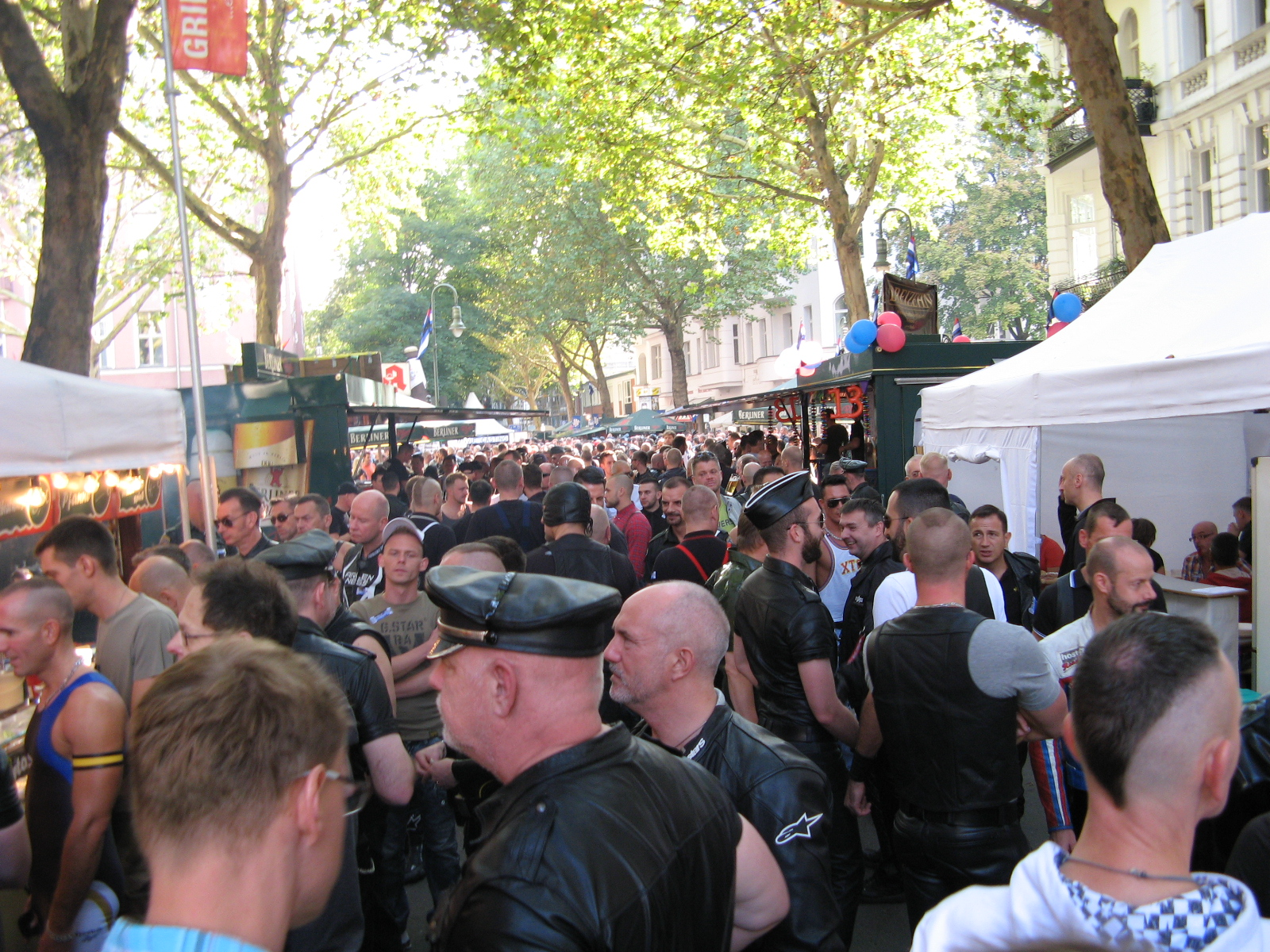
Folsom Europe 2013

Folsom Europe is een jaarlijks SM- en leerfestival dat in september in Berlijn wordt gehouden. Het fetisjfestival begon in 2003, als Europese variant van de voorganger Folsom Street Fair die al in 1984 in San Francisco van start ging. Het festival wordt vooral bezocht door homoseksuelen, maar alle seksuele geaardheden zijn welkom.